# Hongyan Zhen (köping i Kina)
Hongyan Zhen (kinesiska: 红岩, 红岩镇) är en köping i Kina. Den ligger i provinsen Yunnan, i den sydvästra delen av landet, omkring 230 kilometer väster om provinshuvudstaden Kunming. Antalet invånare är 46 607. Befolkningen består av 23 155 kvinnor och 23 452 män. Barn under 15 år utgör 20,0 %, vuxna 15-64 år 71 %, och äldre över 65 år 8,0 %.
Genomsnittlig årsnederbörd är 955 millimeter. Den regnigaste månaden är juli, med i genomsnitt 219 mm nederbörd, och den torraste är januari, med 10 mm nederbörd.